# FURPS
FURPS is een acroniem dat een model weergeeft om kwaliteitseigenschappen van software in te delen (functionele en niet-functionele requirements):
- Functionality - Features, mogelijkheden, beveiliging
- Usability - Menselijke factoren, esthetisch eigenschappen, consistentie, documentatie
- Reliability - Faalfrequentie, betrouwbaarheid, faalimpact, herstelbaarheid, voorspelbaarheid, nauwkeurigheid, mean time to failure
- Performance - Snelheid, efficiëntie, resourceverbruik, throughput, responsetijd
- Supportability - Testbaarheid, uitbreidbaarheid, aanpasbaarheid, onderhoudbaarheid, compatibiliteit, configureerbaarheid, serviceability, installeerbaarheid, localizability, overdraagbaarheid

Het model is ontwikkeld bij Hewlett-Packard en is voor het eerst gepubliceerd door Grady en Caswell. Later is er een '+' toegevoegd aan het model (FURPS+), nadat er bij HP verschillende groepen gepleit hadden voor uitbreiding om bepaalde categorieën van requirements extra te benadrukken. Deze categorieën zijn:
- Ontwerprequirements
- Implementatierequirements
- Interfacerequirements
- Fysieke requirements (hardware)